# Maciste a l'infern
Maciste a l'infern (títol original en italià: Maciste all'inferno) és un pèplum franco-italià de Riccardo Freda, estrenat el 1962. Ha estat doblada al català. Les escenes de l'infern han estat rodades a Castellana Grotte a la Província de Bari.

## Argument
Loch Lake és un poble escocès on, cap a mitjans del segle xvii, el jutge Parris ha condemnat a la foguera Martha Gunt, vella bruixa a qui havia desitjat en va quan era jove i bonica. Morint, la maga maleeix el jutge i tots els seus descendents, així com tots els que han assistit al seu suplici.
S'ha escolat un segle aproximadament; molt lluny de Loch Lake, una jove anomenada Martha Gunt decideix comprar el castell que domina el poble maleït, per passar-hi la seva lluna de mel. Inevitablement, quan la jove Martha arriba a Loch Lake, els més exaltats creuen en una reencarnació de la bruixa. Arrencada pel populatxo dels braços del seu espòs, és conduïda en la foguera.
És aquí on intervé Maciste, un pastor fort i generós, que salva la jove de la mort, però no de la justícia. En efecte, ha d'experimentar un procés, i com al contacte de la seva mà, la Bíblia sembla envoltada d'un anell de foc, se la creu verdaderament bruixa i se la condemna a morir com el seu homònim; per vèncer aquesta maledicció, Maciste baixa als Inferns, on ha de superar una sèrie d'obstacles.

## Repartiment
- Kirk Morris: Maciste
- Helene Chanel: la bruixa / Fania
- Angelo Zanolli: Charley Law
- Vira Silenti: Martha Gunt
- Andrea Bosic: el jutge Irvins Parris
- Charles Fawcett: El Doctor
- John Karlsen: el burgmestre
- Remo de Angelis: Prometeu
- Puccio Ceccarelli: Goliath
- Donatella Mauro: Doris
- Antonella della Porta: Mary
- Gina Mascetti: l'hostessa
- Francis Lane: el cotxer